# Ana de Zuazo y Torres
Ana de Zuazo y Torres (Madrid, 1580 – ca. 1618) va ser una música, cantant i poetessa castellana, a més de cambrera de la reina Margarida d'Àustria. Va ser molt admirada pels seus contemporanis.
Nascuda a Madrid el 1580, era filla de la música i cantant Agustina de Torres i del metge Andrés de Zuazo, natural de Salamanca, i germana per part de mare de la també poetessa Catalina Zamudio. La casa dels seus pares a Salamanca va ser un punt de trobada i centre d'artistes aficionats, com el joves Gabriel López de Maldonado o Vicente Espinel, amb qui Zuazo sempre va tenir amistat, i el qual va dedicar-li una poesia.
Va ser cambrera de la reina de la reina Margarida d'Àustria, muller de Felip III de Castella, però també va sobresortir com a música, cantant i probablement també poetessa. Hom afirma que va ser excel·lent i molt admirada pels seus contemporanis. Zuazo, com altres dames melòmanes, es trobaven el cercle de relacions de Vicente Espinel. Va participar en la representació de Dafne de 1585-1593 a l'Alcàsser de Madrid amb el paper de Diana i cantant els acompanyaments de guitarra.
Es desconeix la data de la seva mort, però cal situar-la vers 1618 o una mica abans, perquè amb motiu de la seva mort, Alonso Jerónimo de Salas va dedicar-li un sonet al seu llibre Rimas castellanas (1618), on la qualifica d'«enginy admirable». Uns anys més tard el seus nom encara subsistia, perquè Lope de Vega va dedicar-li una silva a Laurel de Apolo (1630), una de les poques dones que apareixen a l'obra.